# Imsirden
 (février 2025).
 (février 2025).
Les Imsirden sont une tribu Berbère originaire de la wilaya de Tlemcen.

Son territoire se compose des communes de Marsa Ben M'Hidi, M'Sirda Fouaga, Souk Tlata, Bab El Assa et d'une partie de la commune de Souahlia.

## Toponymie
Le toponyme Imsirden et le pluriel du mot berbère amsird, lequel signifie "laveur de morts".

## Localités
| Bab Lɛessa                                                                          | Merṣa Ben Mhidi | Msirda Fouaga | Souk Tlata | Souahlia |
| ----------------------------------------------------------------------------------- | --- | --- | --- | -------- |
| - Allouane - Benkrama - Bouzouaghi - Ouled Sidi Slimane - Selam - Taaddamat - Yembu | - Aïn Adjeroud - Aït Mengouche - Anabra - Assa - Boudouna - Boufkarene - Cap Kellah - Chaïb Rasso - Kraziz - Merika - Ourraïe - Saramram - Tamarchalet | - Arbouz - Bider - Boukanoun - Bourogba - Djama El Oust - El Ayayat - El Hanach - Ouled Bouyacoub - Sebabna - Zaouia Ouled Benyahia | - Aghram - Ançor - Benanta - Bilek - Daouda - Dar Kache - Dar Mansour - Dar Salah - Dradek - Heniniyène - Kenfoud - Ouled Benaïd - Sidi Yahia - Tiliouine | - Bkhata |

## Culture

### Langue
La tribu était autrefois berbérophone mais fut peu à peu arabisée jusqu'à faire disparaitre la langue berbère qui y était parlée.

## Personnalités
- Amar Tou
- Tayeb Louh